# Maithripala Sirisena

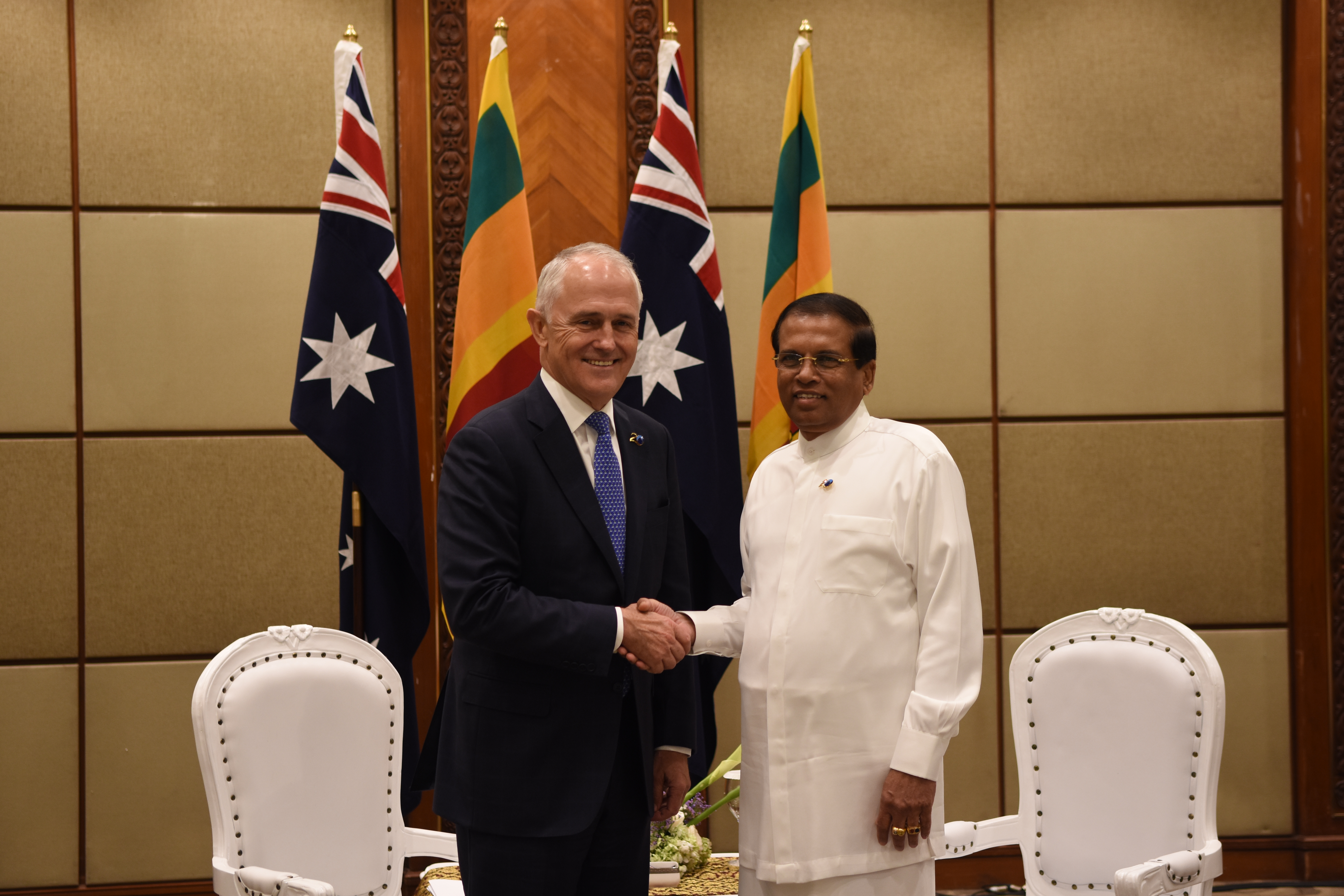
Maithripala Sirisena i Malcolm Turnbull, 7 marca 2017

Maithripala Sirisena (syng. මෛත්‍රීපාල සිරිසේන; tamil. மைத்திரிபால சிறிசேன, ur. 3 września 1951 w Uyana w prowincji Północno-Środkowej) – lankijski polityk, prezydent Sri Lanki od 9 stycznia 2015 do 18 listopada 2019.

## Życiorys
W 1967 wstąpił do Partii Wolności Sri Lanki i z jej ramienia od 15 lutego 1989 do 9 stycznia 2015 był deputowanym do parlamentu.  
W latach 1997–2001 zajmował stanowisko ministra rozwoju i spraw parlamentarnych w rządzie Sirimavo Bandaranaike. W latach 2004–2005 był ministrem irygacji i gospodarki wodnej, natomiast w latach 2005–2010 ministrem ds. rozwoju rolnictwa. 
23 kwietnia 2010 został powołany na urząd ministra zdrowia w rządzie D.M. Jayaratne i sprawował go nieprzerwanie do 21 listopada 2014. W tym samym roku ogłosił chęć startu w wyborach prezydenckich z poparciem Nowego Frontu Demokratycznego, gdyż jego macierzysta Partia Wolności Sri Lanki poparła urzędującego prezydenta Mahindę Rajapaksę. W pierwszej turze, która odbyła się 8 stycznia 2015, pokonał prezydenta Rajapaksę uzyskując 51,28% głosów. Urząd prezydenta objął oficjalnie 9 stycznia 2015. Tego samego dnia mianował na urząd premiera rządu Ranila Wickremesinghe. 
15 stycznia 2015 zastąpił Mahindę Rajapaksę na stanowisku przewodniczącego Partii Wolności Sri Lanki.
W październiku 2019 ogłosił, że nie będzie ubiegał się o reelekcję.